# Morti nel 2014/Marzo
| Questa pagina contiene informazioni ricavate automaticamente dalle voci biografiche con l'ausilio del template Bio e di un bot. L'aggiornamento è periodico e automatico e ricostruisce completamente la pagina. Se manca una persona in questa lista, sei pregato di non aggiungerla, ma accertati piuttosto che la sua voce biografica contenga il template Bio e che i dati anagrafici siano correttamente compilati. Se il template Bio manca, inseriscilo tu stesso o, in alternativa, metti l'avviso {{tmp\|Bio}} che ne segnala la mancanza. Se i dati riportati sono sbagliati, correggi direttamente la voce biografica; le modifiche saranno visibili in questa lista entro pochi giorni. Per chiarimenti vedi il progetto biografie. La lista contiene solo le 162 persone che sono citate nell'enciclopedia e per le quali è stato implementato correttamente il template Bio. Pagina aggiornata al 2 ago 2025. |

- 1º marzo - Zeno Birolli, critico d'arte e scrittore italiano (n. 1939)
- 1º marzo - Josep Brunet, cestista spagnolo (n. 1930)
- 1º marzo - Marisa Geroni, cestista italiana (n. 1935)
- 1º marzo - Alain Resnais, regista francese (n. 1922)
- 2 marzo - Elvira Banotti, giornalista e scrittrice italiana (n. 1933)
- 2 marzo - Salvatore De Rosa, allenatore di calcio italiano (n. 1931)
- 2 marzo - Gail Gilmore, ballerina e attrice canadese (n. 1937)
- 2 marzo - Mirella Levi D'Ancona, critica d'arte italiana (n. 1919)
- 2 marzo - Mario Lodi, insegnante, pedagogista e scrittore italiano (n. 1922)
- 2 marzo - Giovannino Loreti, politico e avvocato italiano (n. 1920)
- 2 marzo - Rudolph Joseph Rummel, politologo statunitense (n. 1932)
- 3 marzo - Robert Ashley, compositore statunitense (n. 1930)
- 3 marzo - Christine Buchegger, attrice austriaca (n. 1942)
- 3 marzo - Sherwin B. Nuland, chirurgo e scrittore statunitense (n. 1930)
- 3 marzo - Bill Pogue, astronauta statunitense (n. 1930)
- 3 marzo - Billy Robinson, wrestler britannico (n. 1938)
- 4 marzo - Renato Cioni, tenore italiano (n. 1929)
- 4 marzo - László Fekete, calciatore ungherese (n. 1954)
- 4 marzo - Dominique Sourdel, storico e scrittore francese (n. 1921)
- 5 marzo - Jean-Louis Bertuccelli, regista e sceneggiatore francese (n. 1942)
- 5 marzo - Daniel Huygens, politico belga (n. 1949)
- 5 marzo - Scott Kalvert, regista cinematografico statunitense (n. 1964)
- 6 marzo - Sérgio Guerra, politico e economista brasiliano (n. 1947)
- 6 marzo - Barbro Kollberg, attrice svedese (n. 1917)
- 6 marzo - Sheila MacRae, attrice, cantante e ballerina britannica (n. 1921)
- 6 marzo - Luis Rentería, calciatore panamense (n. 1988)
- 6 marzo - Manlio Sgalambro, filosofo, scrittore e poeta italiano (n. 1924)
- 7 marzo - Anatolij Kuznecov, attore sovietico (n. 1930)
- 7 marzo - Jan Sagvaag, calciatore norvegese (n. 1926)
- 7 marzo - Patti Wicks, cantante statunitense (n. 1945)
- 8 marzo - Costanzo Costantini, giornalista, scrittore e biografo italiano (n. 1924)
- 8 marzo - Carlo Della Casa, indologo e storico delle religioni italiano (n. 1925)
- 8 marzo - Wendy Hughes, attrice australiana (n. 1952)
- 8 marzo - Francesco Paolo Schena, arbitro di calcio italiano (n. 1936)
- 8 marzo - Larry Scott, culturista statunitense (n. 1938)
- 9 marzo - Françoise Adnet, pittrice francese (n. 1924)
- 9 marzo - Greg Brough, nuotatore australiano (n. 1951)
- 9 marzo - Mohammed Fahim, militare e politico afghano (n. 1957)
- 9 marzo - Gerhard Herm, giornalista e scrittore tedesco (n. 1931)
- 9 marzo - Giuseppe Josca, scrittore e giornalista italiano (n. 1928)
- 9 marzo - Jusein Mehmedov, lottatore bulgaro (n. 1924)
- 9 marzo - Mario Palmaro, saggista italiano (n. 1968)
- 9 marzo - Tonino Ricci, regista italiano (n. 1927)
- 10 marzo - Angelo Agostini, giornalista e saggista italiano (n. 1959)
- 10 marzo - Heinz Bäni, calciatore svizzero (n. 1936)
- 10 marzo - Georges Lamia, calciatore francese (n. 1933)
- 10 marzo - Joe McGinniss, saggista e giornalista statunitense (n. 1942)
- 10 marzo - Nicolás Mentxaka, calciatore spagnolo (n. 1939)
- 10 marzo - Gino Piccio, presbitero e attivista italiano (n. 1920)
- 10 marzo - Rob Williams, cestista statunitense (n. 1961)
- 10 marzo - Antonio del Hoyo, avvocato e dirigente sportivo spagnolo (n. 1939)
- 11 marzo - Fabio Della Seta, scrittore, giornalista e poeta italiano (n. 1924)
- 11 marzo - Berkin Elvan, curdo (n. 1999)
- 11 marzo - Ellen Ganneskov, pallamanista e cestista danese (n. 1932)
- 11 marzo - Hana Havlíková, cestista cecoslovacca (n. 1930)
- 11 marzo - Erwin Mark Stern, psicologo statunitense (n. 1929)
- 12 marzo - Věra Chytilová, regista ceca (n. 1929)
- 12 marzo - Alessandro Coletti, scrittore e giornalista italiano (n. 1940)
- 12 marzo - José Policarpo, cardinale e patriarca cattolico portoghese (n. 1936)
- 12 marzo - Roberto Fassi, artista marziale italiano (n. 1935)
- 12 marzo - Giancarlo Gualco, cestista e dirigente sportivo italiano (n. 1931)
- 12 marzo - Raisa Michajlova, cestista sovietica (n. 1937)
- 12 marzo - René Llense, calciatore francese (n. 1913)
- 12 marzo - Jean Vallée, cantante, compositore e paroliere belga (n. 1941)
- 13 marzo - Reubin Askew, politico statunitense (n. 1928)
- 13 marzo - Silvio Boni, ciclista su strada italiano (n. 1942)
- 13 marzo - Angelo Colombo, calciatore italiano (n. 1935)
- 13 marzo - Ferdinando Donati, allenatore di calcio e calciatore italiano (n. 1949)
- 13 marzo - Ahmad Tejan Kabbah, politico sierraleonese (n. 1932)
- 13 marzo - Sean Leary, alpinista e base jumper statunitense (n. 1975)
- 13 marzo - Icchokas Meras, scrittore e sceneggiatore lituano (n. 1934)
- 13 marzo - Petar Miloševski, calciatore macedone (n. 1973)
- 14 marzo - Marco Anghileri, alpinista italiano (n. 1972)
- 14 marzo - Tony Benn, politico, scrittore e attivista britannico (n. 1925)
- 14 marzo - Hans Fogh, velista danese (n. 1938)
- 14 marzo - Sam Lacey, cestista statunitense (n. 1948)
- 14 marzo - Ignazio Vincenzo Senese, politico italiano (n. 1918)
- 14 marzo - Manuel Torres Pastor, calciatore spagnolo (n. 1930)
- 14 marzo - Ken Utsui, attore giapponese (n. 1931)
- 15 marzo - Scott Asheton, batterista statunitense (n. 1949)
- 15 marzo - David Brenner, attore e umorista statunitense (n. 1936)
- 15 marzo - Clarissa Dickson Wright, cuoca e conduttrice televisiva inglese (n. 1947)
- 15 marzo - Jürgen Kurbjuhn, calciatore tedesco (n. 1940)
- 15 marzo - Luca Moro, pilota automobilistico italiano (n. 1973)
- 15 marzo - Giulio Spallone, politico italiano (n. 1919)
- 16 marzo - Carlos Marcio Camus Larenas, vescovo cattolico cileno (n. 1927)
- 16 marzo - Cesco Ciapanna, editore, giornalista e fotografo italiano (n. 1935)
- 16 marzo - Joseph Fan Zhongliang, vescovo cattolico cinese (n. 1918)
- 16 marzo - Mitch Leigh, compositore e produttore teatrale statunitense (n. 1928)
- 16 marzo - Renzo Ranuzzi, cestista e allenatore di pallacanestro italiano (n. 1924)
- 16 marzo - Cesare Segre, filologo, semiologo e ispanista italiano (n. 1928)
- 17 marzo - Mareike Carrière, attrice tedesca (n. 1954)
- 17 marzo - José Delicado Baeza, arcivescovo cattolico spagnolo (n. 1927)
- 17 marzo - Emilio Delle Piane, attore italiano (n. 1938)
- 17 marzo - Mohamed Salah Jedidi, calciatore tunisino (n. 1938)
- 17 marzo - Oswald Morris, direttore della fotografia britannico (n. 1915)
- 17 marzo - Bernd Schmider, calciatore tedesco (n. 1955)
- 17 marzo - L'Wren Scott, modella e stilista statunitense (n. 1964)
- 17 marzo - Egon Sendler, presbitero e religioso tedesco (n. 1923)
- 18 marzo - Jorge Arvizu, attore e doppiatore messicano (n. 1932)
- 18 marzo - Ottavio Garaventa, tenore italiano (n. 1934)
- 18 marzo - Joe Lala, percussionista, batterista e attore statunitense (n. 1947)
- 18 marzo - Tivadar Monostori, allenatore di calcio e calciatore ungherese (n. 1936)
- 18 marzo - Ezio Raimondi, filologo, saggista e critico letterario italiano (n. 1924)
- 18 marzo - Lucius Shepard, scrittore e autore di fantascienza statunitense (n. 1943)
- 19 marzo - Cesare Franchini, calciatore italiano (n. 1932)
- 19 marzo - Mario Miegge, filosofo italiano (n. 1932)
- 19 marzo - Fred Phelps, avvocato e religioso statunitense (n. 1929)
- 19 marzo - László Szőke, calciatore ungherese (n. 1930)
- 20 marzo - Juan Manuel Basurco, presbitero e calciatore spagnolo (n. 1944)
- 20 marzo - Hilderaldo Bellini, calciatore brasiliano (n. 1930)
- 20 marzo - Dennis Jackson, calciatore inglese (n. 1932)
- 20 marzo - Tonie Nathan, produttrice televisiva statunitense (n. 1923)
- 20 marzo - Santiago Orgaz, calciatore spagnolo (n. 1928)
- 20 marzo - Khushwant Singh, scrittore indiano (n. 1915)
- 20 marzo - Mykola Sušak, cestista sovietico (n. 1943)
- 21 marzo - Jim Brasco, cestista statunitense (n. 1931)
- 21 marzo - James Rebhorn, attore statunitense (n. 1948)
- 21 marzo - Oddvar Rønnestad, sciatore alpino norvegese (n. 1935)
- 21 marzo - Ignazio Zakka I Iwas, iracheno (n. 1931)
- 22 marzo - Marcel van Meerhaeghe, economista, banchiere e pubblicista belga (n. 1921)
- 22 marzo - Patrice Wymore, attrice e cantante statunitense (n. 1926)
- 23 marzo - Marta Ascoli, scrittrice e superstite dell'Olocausto italiana (n. 1926)
- 23 marzo - Carmelo Bossi, pugile italiano (n. 1939)
- 23 marzo - Bobby Croft, cestista canadese (n. 1946)
- 23 marzo - Geraldo Mattos, scrittore e esperantista brasiliano (n. 1931)
- 23 marzo - Peter Oakley, youtuber britannico (n. 1927)
- 23 marzo - Adolfo Suárez, politico e avvocato spagnolo (n. 1932)
- 23 marzo - Anna Walter, attrice italiana (n. 1929)
- 24 marzo - Giuseppe Agostino, arcivescovo cattolico italiano (n. 1928)
- 24 marzo - Walter Barni, partigiano e sindacalista italiano (n. 1922)
- 24 marzo - Gaetano Berretta, politico italiano (n. 1921)
- 24 marzo - Geoff Bradford, chitarrista e cantante britannico (n. 1934)
- 24 marzo - William R. Stoeger, astronomo e teologo statunitense (n. 1943)
- 24 marzo - Rodney Wilkes, sollevatore trinidadiano (n. 1925)
- 25 marzo - Lynda Petty, attrice e doppiatrice statunitense (n. 1942)
- 25 marzo - Ralph Wilson Jr., dirigente sportivo statunitense (n. 1918)
- 25 marzo - Lode Wouters, ciclista su strada belga (n. 1929)
- 26 marzo - Ann Howard, mezzosoprano britannico (n. 1934)
- 26 marzo - Reinhold Pommer, ciclista su strada tedesco (n. 1935)
- 27 marzo - Nevio De Zordo, bobbista italiano (n. 1943)
- 27 marzo - Augustin Deleanu, calciatore e dirigente sportivo rumeno (n. 1944)
- 27 marzo - Richard N. Frye, linguista, filologo e iranista statunitense (n. 1920)
- 27 marzo - Nikolaj Karpov, attore teatrale russo (n. 1949)
- 27 marzo - Joseph Rigano, attore statunitense (n. 1933)
- 27 marzo - James R. Schlesinger, economista e politico statunitense (n. 1929)
- 28 marzo - Franco Bruna, fumettista e illustratore italiano (n. 1935)
- 28 marzo - Giovanni Navarru, economista italiano (n. 1920)
- 28 marzo - Lorenzo Semple Jr., sceneggiatore e drammaturgo statunitense (n. 1923)
- 29 marzo - Lelio Antoniotti, calciatore italiano (n. 1928)
- 29 marzo - Eugene Albert Harlan, astronomo statunitense (n. 1921)
- 29 marzo - Marc Platt, ballerino, coreografo e attore statunitense (n. 1913)
- 29 marzo - Nanni Tamma, attore italiano (n. 1924)
- 29 marzo - Marie Toomey, tennista australiana (n. 1923)
- 29 marzo - Birgitta Valberg, attrice svedese (n. 1916)
- 30 marzo - Ferruccio Biagini, politico, partigiano e sindacalista italiano (n. 1925)
- 30 marzo - Gerardo D'Ambrosio, magistrato e politico italiano (n. 1930)
- 30 marzo - Karl Walter Diess, attore e doppiatore austriaco (n. 1928)
- 30 marzo - Kate O'Mara, attrice britannica (n. 1939)
- 30 marzo - Franco Viale, hockeista su ghiaccio italiano (n. 1942)
- 31 marzo - Mario Gervasoni, ciclista su strada italiano (n. 1932)
- 31 marzo - Frankie Knuckles, disc jockey e produttore discografico statunitense (n. 1955)